# 伊藤祐徳
伊藤 祐徳（いとう すけのり、? - 永正5年（1508年））は、室町時代後期の武士。土岐家の家臣。美濃舟岡城主。伊藤彦三郎藤原祐徳。

## 経歴
美濃舟岡城主の伊藤祐光（すけみつ）の子。生濃州、土岐正房に仕え、出羽守に任ぜられた。永正5年戊辰（1508年）卒。
家督は子・祐重が継いだ。